# Lista över fornlämningar i Ulricehamns kommun (Kärråkra)
Lista över fornlämningar i Ulricehamns kommun (Kärråkra) är en förteckning av ett urval av de fornlämningar som finns i Kärråkra i Ulricehamns kommun.
| Namn                      | Lämningstyp                 | Tillkomsttid | Historisk indelning     | Plats | Läge                 | ID-nr          | Bild                                 |
| ------------------------- | --------------------------- | ------------ | ----------------------- | ----- | -------------------- | -------------- | ------------------------------------ |
| Kärråkra 1:1              | Gravfält                    |              | Kärråkra, Västergötland |       | 57.941702, 13.382409 | 10171400010001 | Ladda upp en bild av detta fornminne |
| Jättebacka (Kärråkra 2:1) | Stenkammargrav              |              | Kärråkra, Västergötland |       | 57.944603, 13.386946 | 10171400020001 | Ladda upp en bild av detta fornminne |
| Kärråkra 4:1              | Hällristning                |              | Kärråkra, Västergötland |       | 57.959377, 13.368238 | 10171400040001 | Ladda upp en bild av detta fornminne |
| Kärråkra 4:2              | Hällristning                |              | Kärråkra, Västergötland |       | 57.959080, 13.368556 | 10171400040002 | Ladda upp en bild av detta fornminne |
| Kärråkra 7:1              | Stensättning                |              | Kärråkra, Västergötland |       | 57.957081, 13.382054 | 10171400070001 | Ladda upp en bild av detta fornminne |
| Kärråkra 9:1              | Grav markerad av sten/block |              | Kärråkra, Västergötland |       | 57.957860, 13.388254 | 10171400090001 | Ladda upp en bild av detta fornminne |
| Kärråkra 11:1             | Stensättning                |              | Kärråkra, Västergötland |       | 57.964188, 13.420590 | 10171400110001 | Ladda upp en bild av detta fornminne |
| Kärråkra 12:1             | Stensättning                |              | Kärråkra, Västergötland |       | 57.963617, 13.380074 | 10171400120001 | Ladda upp en bild av detta fornminne |
| Kärråkra 13:1             | Stensättning                |              | Kärråkra, Västergötland |       | 57.969427, 13.368297 | 10171400130001 | Ladda upp en bild av detta fornminne |
| Kärråkra 14:1             | Stensättning                |              | Kärråkra, Västergötland |       | 57.969019, 13.368923 | 10171400140001 | Ladda upp en bild av detta fornminne |
| Kärråkra 15:1             | Stensättning                |              | Kärråkra, Västergötland |       | 57.970455, 13.364875 | 10171400150001 | Ladda upp en bild av detta fornminne |
| Kärråkra 16:1             | Hällristning                |              | Kärråkra, Västergötland |       | 57.961229, 13.362131 | 10171400160001 | Ladda upp en bild av detta fornminne |
| Kärråkra 17:1             | Stensättning                |              | Kärråkra, Västergötland |       | 57.972593, 13.365503 | 10171400170001 | Ladda upp en bild av detta fornminne |
| Kärråkra 18:1             | Stensättning                |              | Kärråkra, Västergötland |       | 57.973659, 13.358622 | 10171400180001 | Ladda upp en bild av detta fornminne |
| Kärråkra 27:1             | Hällristning                |              | Kärråkra, Västergötland |       | 57.963805, 13.415271 | 10171400270001 | Ladda upp en bild av detta fornminne |
| Kärråkra 28:1             | Hällristning                |              | Kärråkra, Västergötland |       | 57.954742, 13.409721 | 10171400280001 | Ladda upp en bild av detta fornminne |
| Kärråkra 29:1             | Stensättning                |              | Kärråkra, Västergötland |       | 57.955837, 13.392350 | 10171400290001 | Ladda upp en bild av detta fornminne |
| Kärråkra 30:1             | Stensättning                |              | Kärråkra, Västergötland |       | 57.955409, 13.393460 | 10171400300001 | Ladda upp en bild av detta fornminne |
| Kärråkra 32:1             | Stensättning                |              | Kärråkra, Västergötland |       | 57.969443, 13.358231 | 10171400320001 | Ladda upp en bild av detta fornminne |
| Kärråkra 33:1             | Stensättning                |              | Kärråkra, Västergötland |       | 57.956858, 13.362247 | 10171400330001 | Ladda upp en bild av detta fornminne |
| Kärråkra 41:1             | Röse                        |              | Kärråkra, Västergötland |       | 57.972445, 13.416854 | 10171400410001 | Ladda upp en bild av detta fornminne |
| Kärråkra 50:1             | Hällristning                |              | Kärråkra, Västergötland |       | 57.975814, 13.358754 | 10171400500001 | Ladda upp en bild av detta fornminne |